# Halde Graf Moltke

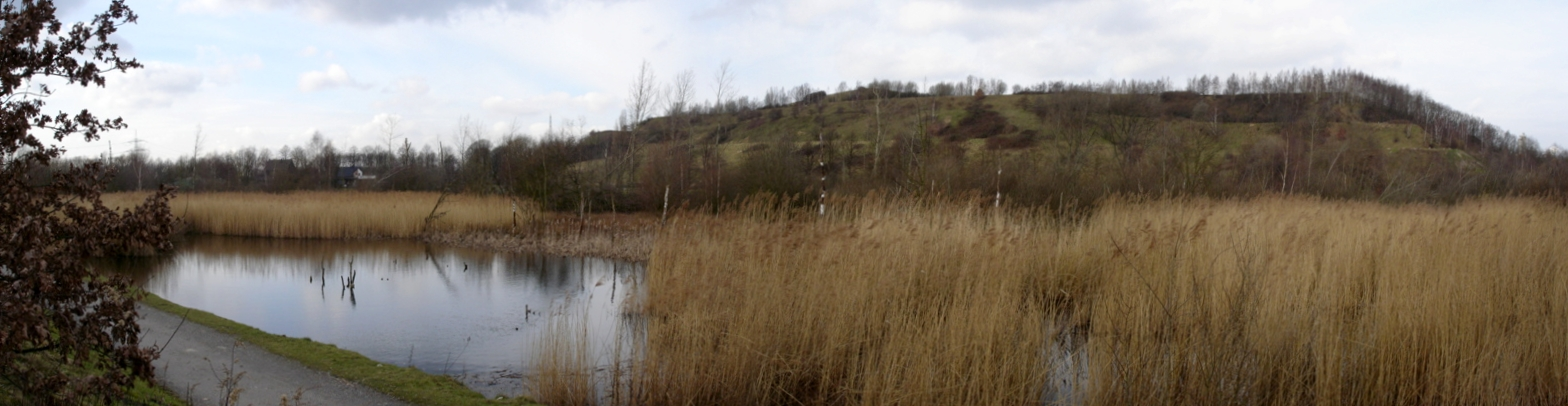
Graf Moltke Halde

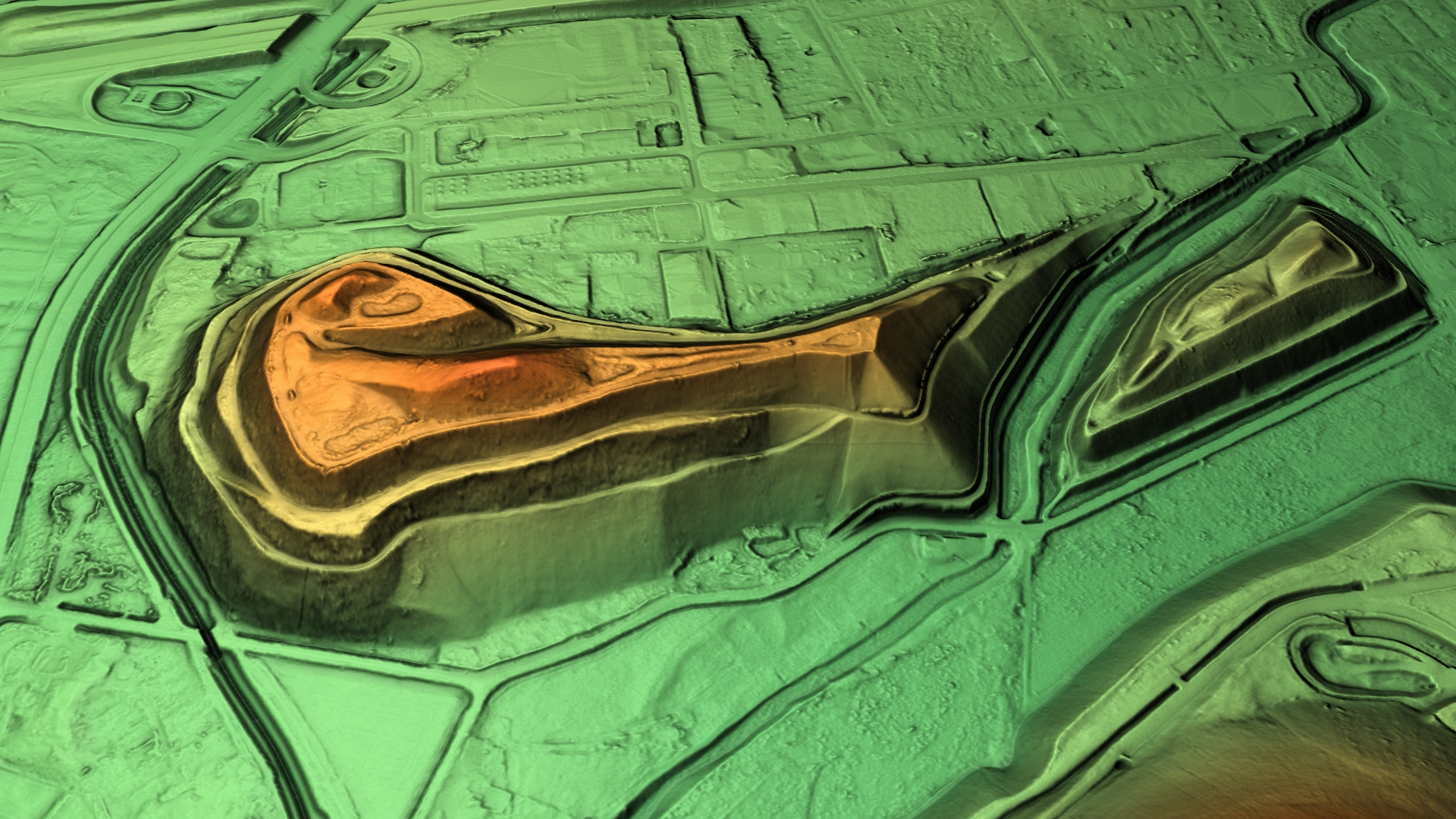
3D-Ansicht des digitalen Geländemodells

Die Halde Graf Moltke ist eine ca. 105 m ü. NN hohe Bergehalde in Gladbeck, Nordrhein-Westfalen. Die Halde liegt südlich der Bundesautobahn 2 im Stadtteil Brauck.
Die im Abraum vorhandene Restkohle hatte sich Ende der 1970er/Anfang der 1980er Jahre selbst entzündet und schwelt seither. Die Halde Graf Moltke gilt daher als brennende Halde. Die Deutsche Steinkohle AG bekämpfte die Ausbreitung des Schwelbrands erfolglos mit der Injektion von Baustoffen.
Die Bergehalde entstand durch Schüttung der Zeche Moltke III/IV, die hier bis 1971 förderte. Die Halde ist heute vollständig begrünt und mit Gehwegen für eine Freizeitnutzung hergerichtet.
Am 25. Juli 2019 breitete sich gegen 14 Uhr ein Flächenbrand auf der Halde aus, bei dem mehr als 50.000 m² in Flammen standen.
Seit Anfang 2021 befindet sie sich im Besitz des Regionalverbandes Ruhr.